# Marie Krarup
Marie Krarup Soelberg (nascida a 6 de dezembro de 1965, em Seem, perto de Ribe) é uma política dinamarquesa, membro do Folketing pelo Partido Popular Dinamarquês. Ela foi eleita para o parlamento nas eleições legislativas dinamarquesas de 2011.

## Carreira política
Krarup foi eleita para o parlamento nas eleições de 2011, nas quais recebeu 1.659 votos. Isso foi o suficiente para uma das cadeiras niveladoras do Partido Popular Dinamarquês. Ela foi reeleita em 2015, com 2.436 votos, ganhando assim uma cadeira direta no parlamento. Ela foi eleita novamente em 2019, com 1.618 votos.